# Wybory parlamentarne w Białoruskiej SRR w 1990 roku
Wybory parlamentarne w Białoruskiej SRR w 1990 roku – wybory do Rady Najwyższej Białoruskiej Socjalistycznej Republiki Radzieckiej przeprowadzone wiosną 1990 roku.

## Wyłonienie kandydatów

### Sposób wyłonienia
Zgodnie z obowiązującymi przepisami, prawo do wystawienia kandydatów na stanowisko deputowanych ludowych do Rady Najwyższej miały:
- kolektywy pracownicze liczące ponad 300 pracowników – wyłonienie kandydatów odbywało się na podstawie wyników konferencji przedwyborczych; przepisy nie określały minimalnej liczby ich uczestników, jednak w praktyce okręgowe i terytorialne komisje wyborcze realizowały zalecenia zawarte w broszurze rozpowszechnionej przez Centralną Komisję Wyborczą (mimo że broszura ta nie miała statusu oficjalnej instrukcji); zgodnie z jej treścią, dozwolona była rejestracja tylko tych kandydatów, których konferencje przedwyborcze zgromadziły co najmniej połowę pracowników przedsiębiorstwa;
- kolektywy wyższych i specjalnych średnich instytucji edukacyjnych – prawo to otrzymały wówczas po raz pierwszy; w przypadku, gdy liczba pracowników instytucji była niewystarczająca, istniała możliwość wyłonienia kandydatów przez połączone konferencje kolektywów;
- obywatele Białoruskiej SRR w swoim miejscu zamieszkania – na podstawie wyników zebrań;
- niektóre organizacje społeczne (weteranów, niewidomych, głuchoniemych, inwalidów itp.) – miały prawo do wcześniejszego, osobnego wystawienia kandydatów, poza ogólnorepublikańską kampanią wyborczą; w praktyce oznaczało to możliwość niemal gwarantowanego zdobycia mandatów przez część kierownictwa tych organizacji[1].

Kandydaci mogli być wystawiani tylko w okręgach odpowiadających ich miejscu zamieszkania lub pracy. Wyjątek stanowiły osoby, których obszar działalności był większy niż jeden okręg wyborczy – mogły one kandydować z dowolnego okręgu leżącego w tym obszarze. Prawo to było szczególnie korzystne dla działaczy sowieckiej nomenklatury i działaczy Komunistycznej Partii Białorusi (KPB), których obszar działania obejmował często całą republikę. Wielu z nich decydowało się kandydować z okręgów o szczególnie dużym poparciu dla władzy sowieckiej (zwykle wiejskich). Główną i najbardziej masową metodą wystawiania kandydatów był kolektywy pracownicze. Była ona w znacznym stopniu zależna od kierownictw przedsiębiorstw, a także od partii komunistycznej, której struktura miała charakter wytwórczo-terytorialny. Nie zachęcała zarazem kandydatów do zdobywania poparcia szerokich mas społecznych i wiązała ich ze środowiskami zawodowymi, z których się wywodzili.

### Proces wyłaniania
W pierwszych tygodniach kampanii wyborczej proces wyłaniania kandydatów charakteryzował się niewielką dynamiką, szczególnie w stolicy republiki – Mińsku. 11 stycznia 1990 roku, na dwa tygodnie przed końcem wyłaniania kandydatów, na 40 mandatów przysługujących temu miastu pretendowało jedynie 50 kandydatów. 13 stycznia w 59 okręgach wyborczych republiki nie było ani jednego kandydata. Większość kandydatów została wystawiona w ostatniej chwili – w ostatnich dniach rejestracji w republice odbywało się po 100 i więcej konferencji przedwyborczych dziennie. Aktywność obywateli w kampanii wyborczej i wyłanianiu kandydatów była niska. W znacznej części organizowane konferencje przedwyborcze miały charakter przymusowy lub rytualny i inicjowane były przez kierownictwa instytucji lub przez kandydatów. Szczególne trudności z wyłonieniem kandydatów miały instytucje edukacyjne. Konferencja przedwyborcza Białoruskiego Uniwersytetu Państwowego zdołała wybrać kandydata dopiero przy trzecim podejściu, Białoruskiego Instytutu Teatralno-Artystycznego – przy drugim. Przy tym główną przyczyną trudności nie był brak wspólnego kandydata, a brak kworum – uczestnicy konferencji często wychodzili z sali w jej trakcie, przed głosowaniem. Częste były także przypadki, kiedy z jednego okręgu kandydowały dwie osoby, z których jedna była podwładną drugiej w przedsiębiorstwie lub instytucji. Świadczy to, że konkurencja o mandat deputowanego nie była postrzegana jako walka o władzę, lecz jako rytuał udziału.
Ostatecznie w 310 okręgach wyborczych wystawiono 1680 kandydatów, z których zarejestrowanych zostało 1544. Na jeden mandat kandydowało średnio 5 osób, przy czym w niektórych okręgach liczba ta dochodziła do 16, a w 20 okręgach wystawiono tylko po 1 kandydacie. Złożono 70 skarg na proces rejestracji, z których 24 uznano za zasadne. Większość z nich dotyczyła odmowy rejestracji, związanej zwykle z wystawieniem kandydata z okręgu innego niż miejsce jego zamieszkania.

## Agitacja
Jeszcze w trakcie rejestracji kandydatów, we wszystkich rejonach Mińska i centrach administracyjnych obwodów utworzone zostały tzw. kluby wyborców. Ich zadaniem było zaznajomienie obywateli republiki z prawem wyborczym i organizacja spotkań z kandydatami. W praktyce przedstawiano na nich głównie funkcjonariuszy partii komunistycznej. Kandydaci spoza partii, niezależni i z innych ruchów politycznych mieli bardzo ograniczone możliwości agitacji i dotarcia ze swoim programem do obywateli. Partie polityczne inne niż KPB były wówczas dopiero w stadium formowania; nie miały one dostępu do państwowego druku i środków masowego przekazu, zaś niezależne media wówczas jeszcze nie istniały. Oznaczało to, że kandydaci niezależni musieli samodzielnie prowadzić swoją kampanię wyborczą. Stawiało to w uprzywilejowanej pozycji osoby ze stanowisk kierowniczych w instytucjach i przedsiębiorstwach, które miały zwykle rozległe, nieformalne powiązania i znajomości.